# Hasan Şaş
Hasan Gökhan Şaş (Karataş, Adana, Turska, 1. kolovoza 1976.) je umirovljeni turski nogometaš i nacionalni reprezentativac.
Turski igrač je profesionalnu karijeru započeo 1993. u klubu Adana Demirspor. 1995. prelazi u Ankaragücü. Nakon tri godine igranja za klub, Galatasaray je prepoznao velik talent tada mladog igrača. Hasan Şaş doveden je u istanbulski klub za 4,4 mil. USD, no gotovo odmah nakon dolaska je suspendiran iz nogometa na šest mjeseci. Razlog je bilo testiranje na doping koje je otkrilo da je nogometaš koristio zabranjenu supstancu Fenilpropanolamin.
Hasan Gökhan Şaş nije "dozvolio" da mu ta sramota upropasti karijeru te se sljedeće sezone 1999./00. izborio za stalno mjesto u Galatasarayu. To je ujedno bila i povijesna sezona ne samo za klub nego i za turski nogomet, jer je klub 2000. osvojio Kup UEFA u finalu protiv Arsenala. Na utakmici je nakon neriješenog rezultata, istanbulski Galatasaray boljim izvođenjem jedanaesteraca postao prvi turski klub u povijesti koji je osvojio neki europski trofej. Iste godine klub je u finalu Superkupa Europe u Monaku, pobijedio madridski Real.
Odličnim igrama u Galatasarayu, Hasan Şaş osigurao je standardno mjesto u prvoj momčadi turske nogometne reprezentacije. U sezoni 2000./01. u Ligi prvaka, Hasan Şaş je uspio postići pogotke protiv nogometnih velikana kao što su Real Madrid i AC Milan.
Igrač je s reprezentacijom Turske sudjelovao na Svjetskom prvenstvu 2002. u Japanu i Južnoj Koreji. Na tom natjecanju Turska je osvojila broncu u utakmici za treće mjesto protiv domaćina Južne Koreje. Na samom turniru, Hasan Şaş je uspio postići pogodak Brazilu, koji je na tom Mundijalu postao svjetski prvak. Odličnim igrama na svjetskoj smotri, interes za kupnju turskog igrača pokazali su AC Milan, Arsenal i Nantes. Međutim, ni jedan o potencijalnih transfera nije ostvaren jer se klubovi i igrač nisu mogli dogovoriti oko uvjeta ugovora.
Na kraju sezone 2008./09. turskog prvenstva, Galatasaray je najavio da neće obnoviti ugovor svojeme igraču Hasanu Şaşu. Budući da je igrač odbio unosne ponude klubova iz Katra i Saudijske Arabije, najavio je svoje povlačenje iz profesionalnog nogometa.

## Osvojeni trofeji

### Klupski trofeji
| Turska      | Turska           | Turska          |
| Klub        | Natjecanje       | Sezona (godina) |
| ----------- | ---------------- | --------------- |
| Galatasaray | Tursko prvenstvo | 1998./99.       |
| Galatasaray | Tursko prvenstvo | 1999./00.       |
| Galatasaray | Tursko prvenstvo | 2001./02.       |
| Galatasaray | Tursko prvenstvo | 2005./06.       |
| Galatasaray | Tursko prvenstvo | 2007./08.       |
| Galatasaray | Turski kup       | 1998./99.       |
| Galatasaray | Turski kup       | 1999./00.       |
| Galatasaray | Turski kup       | 2004./05.       |
| Galatasaray | TSYD kup         | 1998./99.       |
| Galatasaray | TSYD kup         | 1999./00.       |
| Galatasaray | Turski Superkup  | 2008.           |
| Galatasaray | Kup UEFA         | 1999./00.       |
| Galatasaray | Superkup Europe  | 2000.           |

### Reprezentativni trofej
| Južna Koreja / Japan        | Južna Koreja / Japan | Južna Koreja / Japan |
| Natjecajne                  | Trofej               | Godina               |
| --------------------------- | -------------------- | -------------------- |
| SP u Japanu i Južnoj Koreji | Bronca               | 2002.                |

## Vanjske poveznice
- National football teams
- Profil igrača na TFF.org
- Profil igrača na Transfermarkt.de  Arhivirana inačica izvorne stranice od 17. srpnja 2009. (Wayback Machine)